# Pyropteron minianiformis
Pyropteron minianiformis is een vlinder uit de familie wespvlinders (Sesiidae). De wetenschappelijke naam is voor het eerst geldig gepubliceerd in 1843 door  Freyer.
De soort komt voor in Europa.